# Wolfgang Gerz
Wolfgang Gerz (* 8. Oktober 1952 in München; † 2. April 2023) war ein deutscher Arzt und Regattasegler.

## Leben
Wolfgang Gerz hatte sich 1987 in München als Arzt niedergelassen und betrieb eine allgemeinmedizinische Privatpraxis mit streng naturheilkundlicher Ausrichtung. Zusätzlich zu Naturheilverfahren und Chirotherapie arbeitete er mit Applied Kinesiology (AK) als biologischem Diagnoseverfahren sowie mit der Diagnose und Therapie nach F. X. Mayr. Die Ausbildung in AK erfolgte seit 1984 bei David Leaf, George Goodheart und anderen führenden Mitgliedern von ICAK (Intern. College of Applied Kinesiology).
1991 legte er die Prüfung zum Diplomate ICAK (offizielle AK-Lehrberechtigung) ab. 1992 wurde er Gründungsmitglied der „Deutschen Gesellschaft für Applied Kinesiology“ (DGAK = das heutige ICAK-D) und war von 1992 bis 1994 ihr Präsident, ebenso von 1996 bis 1998. Von 1997 bis 2000 war er Schriftführer und Leiter des Büros Deutschland der „Internationalen Ärztegesellschaft für Applied Kinesiology“ (IMAK). Von 2004 bis 2008 war er erneut Vorsitzender von ICAK-D und seit 2010 Ehrenvorsitzender.
Sein Sohn Ferdinand Gerz ging für die deutsche Segelnationalmannschaft 2012 vor Weymouth und 2016 vor Rio im 470er an den Start.

## Sport
Wolfgang Gerz war in jüngeren Jahren Finn-Segler und fuhr auf Schiffen von Mader und Lanaverre.
1980 hatte er die Qualifikation für die Olympischen Spiele 1980 ersegelt, die in Tallinn ausgetragen wurden. Das NOK für Deutschland kam der Empfehlung der bundesdeutschen Regierung nach und stimmte wegen der politischen Lage auf ihrer Mitgliederversammlung am 15. Mai 1980 für ein Fernbleiben von den Spielen.
Gerz hatte sich über den Olympiaboykott geärgert, da ihm dadurch ein Start verwehrt wurde. Er ging so weit, dass er Sportpräsident Willi Weyer, den Präsidenten des Deutschen Sportbundes, zum Rücktritt aufforderte und beim Internationalen Olympischen Komitee (IOC) den Antrag stellte, als Einzelstarter zugelassen zu werden. Gerz betrachtete den Olympiaboykott als „einen Betrug am Steuerzahler“, denn man habe in ihn während der Olympiavorbereitung 50.000 Mark investiert.
Er gewann 1981 den Finn-Goldcup und wurde damit Weltmeister dieser Klasse. Einen fünften Platz erreichte er bei den Olympischen Spielen 1984 in Los Angeles. In den folgenden Jahren nahm er weiterhin an vielen Meisterschaften und Ranglistenregatten teil.
Eine weitere Olympiateilnahme im Soling scheiterte 1992 an der hinzugekommenen Konkurrenz aus den neuen Bundesländern.
Nachdem für die Finnsegler die Gewichtswesten verboten wurden und damit nur noch lange Kerls oder schwere Jungs Chancen hatten, wurde ihm die Klasse mit seinen rund 80 kg Körpergewicht zu „aufwendig“, so dass er 2004 nach dem Soling und einer langen Pause zum Laser wechselte.
Von 1977 bis 1979 war er Vorsitzender der Finn-Dinghy-Klassenvereinigung.